# Акимов, Пётр Витальевич
Пётр Вита́льевич Аки́мов (род. 17 марта 1969 года, Ленинград, РСФСР, СССР) — российский музыкант, виолончелист, композитор, участник группы «Ковчег» Ольги Арефьевой, а также множества музыкальных групп и проектов.
Окончил Санкт-Петербургскую консерваторию. Работал в Санкт-Петербургской филармонии и капелле. В начале 2000-х годов переехал в Москву. Преподает в МГУКИ (Московский государственный университет культуры и искусств). Женат с 2004 года, супруга — певица и автор песен Юлия Теуникова. Имеет дочь и сына.

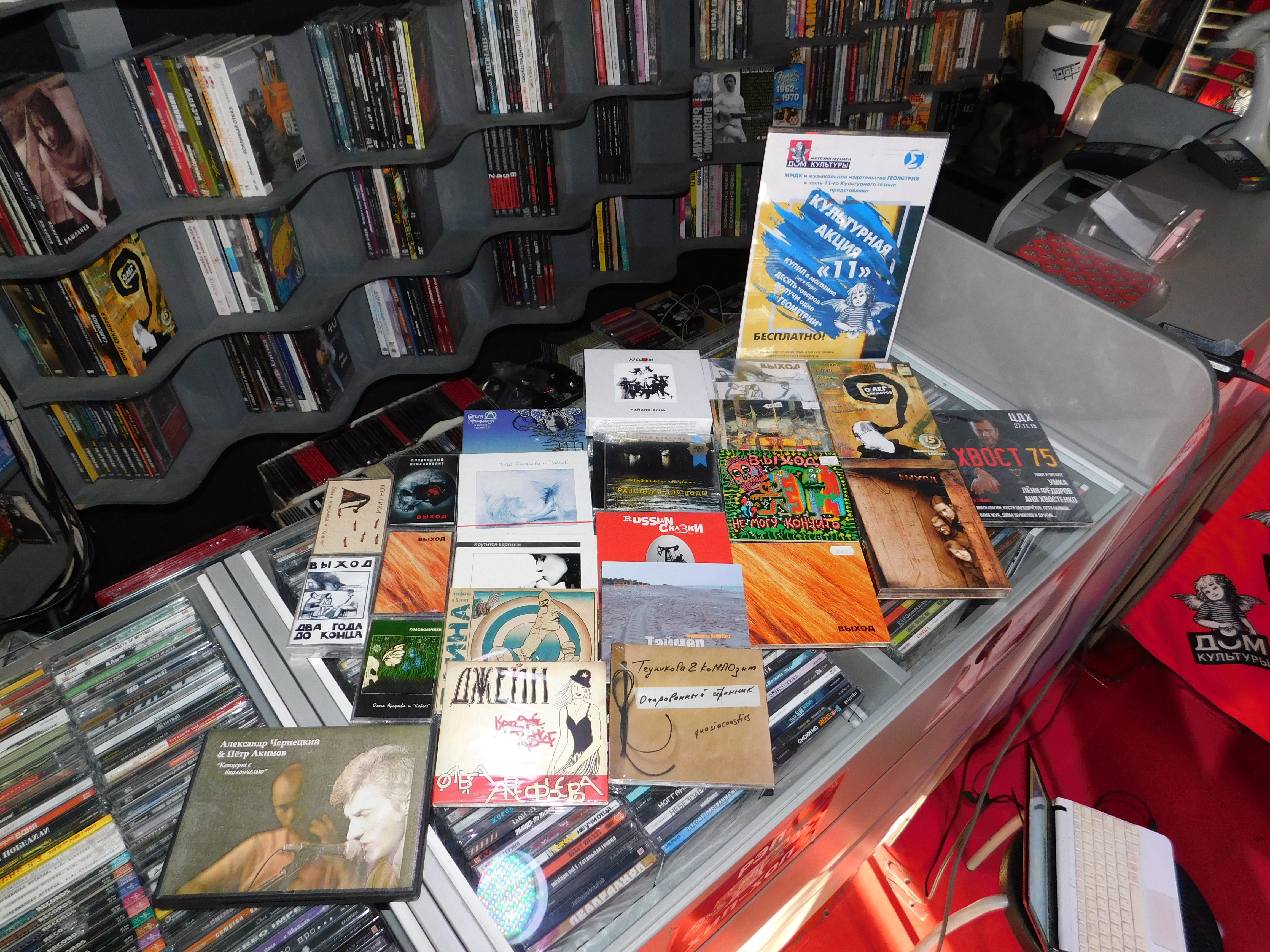
Часть релизов, в записи которых принимал участие Пётр Акимов

Выступал и записывался с такими коллективами и авторами-исполнителями, как «Клуб кавалера Глюка», Павел Кашин,  «Колибри» (записывал  Манера поведения (альбом), «Последний шанс», «Наутилус Помпилиус», Александр Чернецкий, Сергей Калугин, Сергей «Силя» Селюнин и группа «Выход», Василий К., Юлия Теуникова, Юлия Тузова, Александра Арбацкая и др. Участвовал в записи «Русского альбома» (Аквариум) и альбома «Чайник Вина» («Хвост & Аукцыон»). Издательством Композитор издан сборник фортепианных пьес П. Акимова в 2013 г.